# Paisaje con bosque y río
Paisaje con bosque y río es una pintura creada por Joaquín Clausell en los años 1910-1920. 

## Historia
Esta obra surgió a partir del movimiento impresionista y la implementación del plein air en los ejercicios artísticos de Carrusel. Esta inclusión fue a partir de que conoció a Claude Monet en 1896 quien lo invitó a pintar a su estudio. En esta obra se pueden apreciar los colores contrastantes y los tonos azules que se utilizan para el juego de luz característicos de sus obras, al igual que la representación evocativa de la naturaleza.